# Rudolf Vogel (Schauspieler)

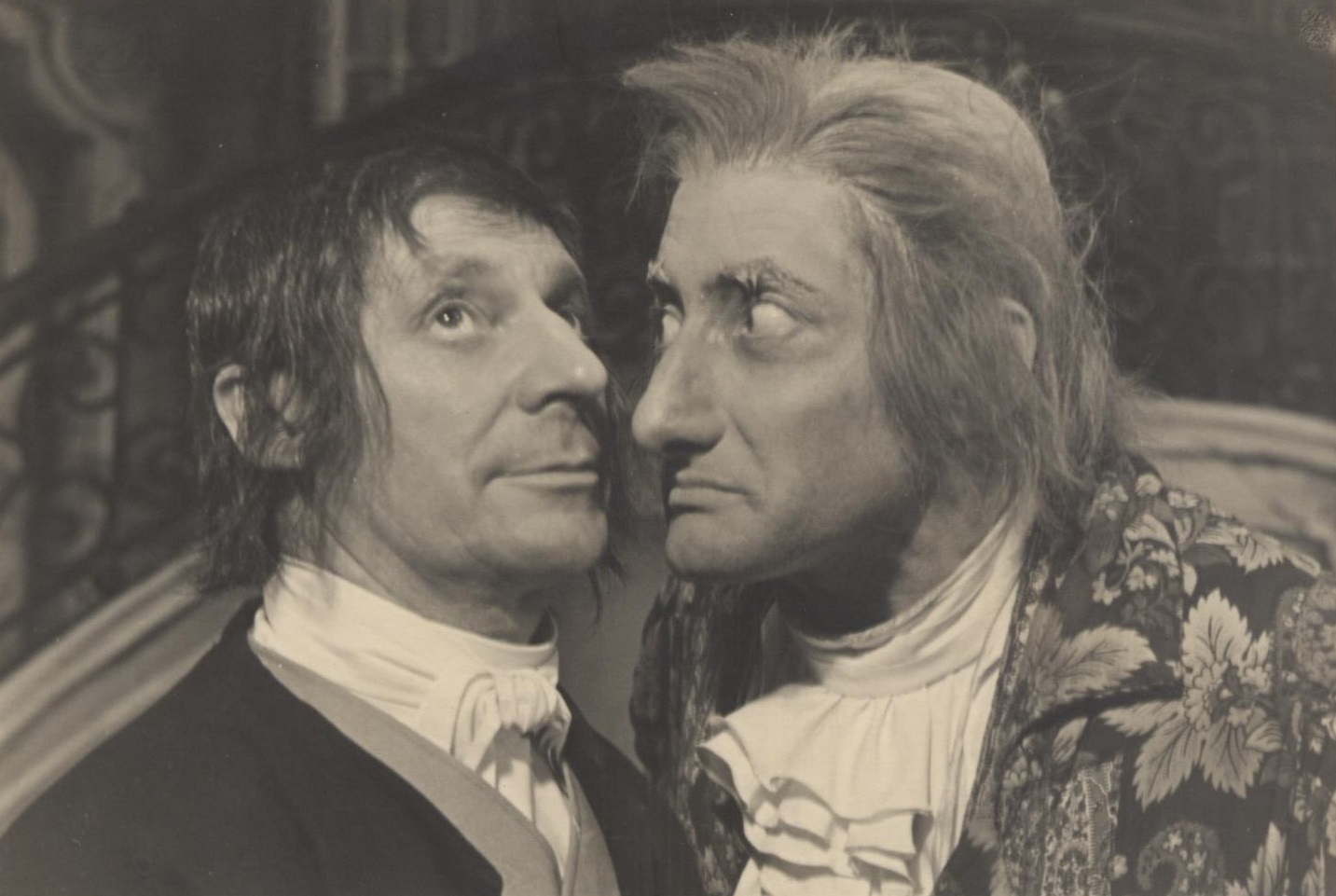
Ernst Barthels (l.) und Rudolf Vogel in Der Geizige von Molière (1939)

Rudolf Vogel (* 10. November 1900 in Planegg; † 9. August 1967 in München) war ein deutscher Schauspieler und Hörspielsprecher.

## Leben

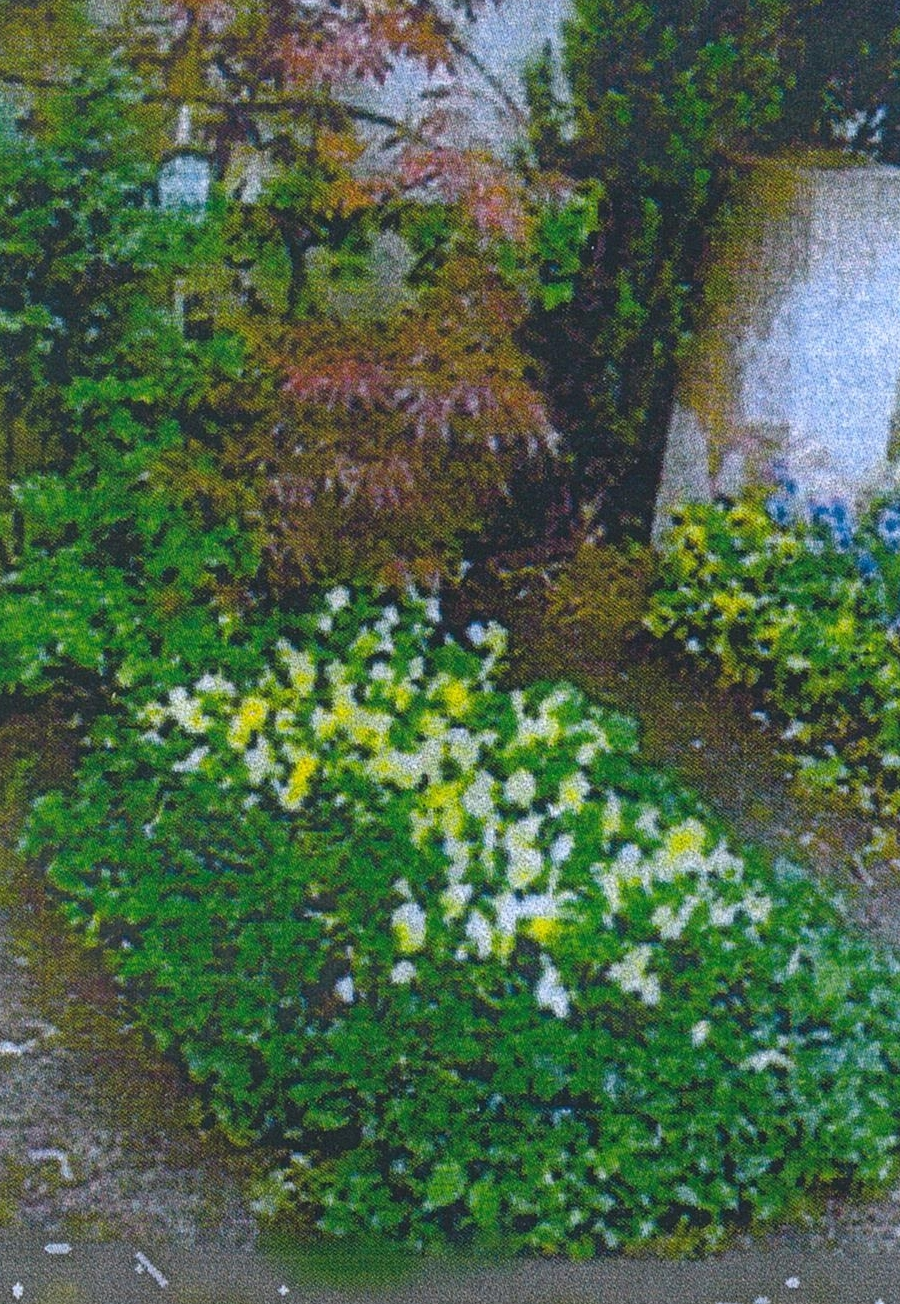
Grabstätte von Rudolf Vogel

Rudolf Vogel war ein Sohn von Alfred Walter von Heymel, dem Mitbegründer des Insel Verlags in Leipzig. Er wuchs bei Adoptiveltern auf und machte am Münchner Max-Gymnasium das Abitur. 1918 leistete er Kriegsdienst und war danach im Bankgewerbe tätig.
Rudolf Vogel absolvierte 1922 bis 1924 seine Schauspielausbildung bei Konstantin Delcroix in München. Am 17. Oktober 1924 stand er erstmals auf der Bühne. Von 1926 bis 1929 war er an der Landesbühne München und danach bis 1944 am Staatstheater, dem er bis zu seiner Einberufung 1944 angehörte.
Nach dem Krieg gehörte Vogel ab 1948 zum Ensemble der Münchner Kammerspiele. Er war der Franz Moor in Schillers Die Räuber, Derwisch in Nathan der Weise, Wirt in Minna von Barnhelm, Lucky in Warten auf Godot, Geronimo in Der Widerspenstigen Zähmung und Jacques in Wie es euch gefällt. Vogel spielte oft in Nebenrollen und häufig Bedienstete. Seine Spezialität war der Grenzbereich zwischen Komik und Unheimlichkeit. In den Komödien Molieres verkörperte er auch die Titelfigur und glänzte 1962 in Karl Valentins Der Firmling.
Rudolf Vogel hat in vielen Filmen mitgespielt, wo er bevorzugt schwierige, kleinkarierte, manchmal auch boshafte Spießbürger verkörperte. Im Film Heidi spielte er als Hausdiener ausnahmsweise einen gutherzigen Menschen. Vogel war seit den 1940er Jahren auch als Synchronsprecher aktiv. Zudem war er auch in zahlreichen Hörspielproduktionen als Sprecher im Einsatz, so in einer ganzen Reihe von Episoden der Serie Brumml-G’schichten an der Seite von Michl Lang oder 1948 unter der Regie von Fritz Benscher in Sturm im Wasserglas unter anderen mit Otto Osthoff und Annemarie Cordes als Partner.
Rudolf Vogel ist der Vater des Schauspielers Peter Vogel. 1966 erhielt er das Bundesverdienstkreuz erster Klasse.
Rudolf Vogel starb am 9. August 1967 im Alter von 66 Jahren in München. Er wurde auf dem alten Bogenhausener Friedhof in München beigesetzt (Grab Nr. 65, westliche Mauer im nördlichen Drittel).

## Filmografie
- 1940/53: Gesprengte Gitter
- 1941: Venus vor Gericht
- 1942: Kleine Residenz
- 1942: Einmal der liebe Herrgott sein
- 1947: Zwischen gestern und morgen
- 1948: Der Herr vom andern Stern
- 1948: Der Apfel ist ab
- 1948: Das verlorene Gesicht
- 1949: Hans im Glück
- 1950: Susanna Jacobäa Krafftin (unvollendet)
- 1950: Zwei in einem Anzug
- 1950: Gute Nacht, Mary
- 1950: Czardas der Herzen
- 1951: Fanfaren der Liebe
- 1951: Der letzte Schuß
- 1951: Drei Kavaliere
- 1951: Der blaue Stern des Südens
- 1951: Die verschleierte Maja
- 1952: Mönche, Mädchen und Panduren
- 1952: Vater braucht eine Frau
- 1952: Der Weibertausch
- 1953: Ein Herz spielt falsch
- 1953: Musik bei Nacht
- 1953: Arlette erobert Paris
- 1953: Der Klosterjäger
- 1953: Fanfaren der Ehe
- 1953: Muß man sich gleich scheiden lassen?
- 1953: Ehestreik
- 1953: Jonny rettet Nebrador
- 1953: Sterne über Colombo
- 1954: Die Gefangene des Maharadscha
- 1954: Mädchenjahre einer Königin
- 1954: Sauerbruch – Das war mein Leben
- 1954: Der erste Kuß
- 1954: Das fliegende Klassenzimmer
- 1954: Feuerwerk
- 1954: Ein Haus voll Liebe
- 1954: Die Stadt ist voller Geheimnisse
- 1955: Griff nach den Sternen
- 1955: Gestatten, mein Name ist Cox
- 1955: Solang’ es hübsche Mädchen gibt
- 1955: Ein Herz voll Musik
- 1955: Zwei Herzen und ein Thron
- 1955: Sonnenschein und Wolkenbruch
- 1955: Urlaub auf Ehrenwort
- 1955: Die Drei von der Tankstelle
- 1955: Ich denke oft an Piroschka
- 1956: Hilfe – sie liebt mich!
- 1956: Bonjour Kathrin
- 1956: Die goldene Brücke
- 1956: Schwarzwaldmelodie
- 1956: Opernball
- 1956: Uns gefällt die Welt
- 1956: Durch die Wälder, durch die Auen
- 1956: Der Bettelstudent
- 1956: K. u. K. Feldmarschall
- 1956: Robinson soll nicht sterben
- 1957: Die verpfuschte Hochzeitsnacht
- 1957: Casino de Paris
- 1957: Schön ist die Welt
- 1957: Ein Stück vom Himmel
- 1957: Der Kaiser und das Wäschermädel
- 1958: Das Wirtshaus im Spessart
- 1958: Eine Frau, die weiß, was sie will
- 1958: Ohne Dich kann ich nicht leben
- 1958: Der Elefant im Porzellanladen
- 1958: Der veruntreute Himmel
- 1958: Die Landärztin
- 1958: Wenn die Conny mit dem Peter
- 1959: Hula-Hopp, Conny
- 1959: Oh, diese Bayern!
- 1959: Ein Mann geht durch die Wand
- 1959: Du bist wunderbar
- 1959: Marili
- 1959: Alt-Heidelberg
- 1960: Frau Warrens Gewerbe
- 1960: Der Schlagbaum (Fernsehfilm)
- 1960: Pension Schöller
- 1960: Kriminaltango
- 1960: Ingeborg
- 1960: Der Gauner und der liebe Gott
- 1961: Der jüngste Tag (Fernsehfilm)
- 1961: Heute gehn wir bummeln
- 1961: Keine Zeit für Komödie (Fernsehfilm)
- 1961: Ach Egon!
- 1961: Im 6. Stock
- 1962: Eheinstitut Aurora
- 1962: Der Vogelhändler
- 1962: Die Rache (Fernsehfilm)
- 1962: Der Firmling (Fernsehfilm)
- 1962: Die Försterchristel
- 1963: Der Schulfreund (Fernsehfilm)
- 1963: Charleys Tante
- 1964: Hilfe, meine Braut klaut
- 1964: Geschichten aus dem Wienerwald (Fernsehfilm)
- 1964: Meine Nichte Susanne (Fernsehfilm)
- 1964: … und sowas muß um 8 ins Bett
- 1965: Die Pfingstorgel (Fernsehfilm)
- 1965: Heidi
- 1965: Der Spleen des George Riley (Fernsehfilm)
- 1966: Destry reitet wieder (Fernsehfilm)
- 1966: Magdalena (Fernsehfilm)
- 1967: Das schwedische Zündholz (Fernsehfilm)
- 1967: Guten Abend (Fernsehshow)

## Hörspiele (Auswahl)
- 1947: Bertolt Brecht: Rechtsfindung 1934 (Obergerichtsrat) – Regie: Helmut Brennicke (RIAS Berlin)
- 1949: Kurt Wilhelm u. a.: Vater Seidl und sein Sohn – Regie: Kurt Wilhelm (BR)
- 1950: Justin Schröder: Auf geht's beim Schichtl! Ein Hörbilderbogen um den Schaustellerkönig August Schichtl – Bearbeitung und Regie: Peter Glas (Original-Hörspiel, Mundart-Hörspiel – BR)
- 1952: Nikolai Gogol: Der Revisor (Ossip) – Regie: Walter Ohm (BR)
- 1954: Leonhard Frank: Die Ursache (Lehrer Mager) – Regie: Walter Ohm (BR)